# Jacob Barnett
Jacob Barnett (n. 26 mai 1998 la Indianapolis) este un tânăr din SUA cu preocupări în domeniul matematicii și astrofizicii.
Deși a fost diagnosticat cu autism, se pare că are un IQ foarte mare.
La 13 ani publică cercetări asupra Big Bang-ului și Teoriei relativității restrânse. La 14 ani s-a pregătit pentru un doctorat în mecanica cuantică.